# Nußdorf ob der Traisen
Nußdorf ob der Traisen ist eine Marktgemeinde mit 1905 Einwohnern (Stand 1. Jänner 2025) im Bezirk St. Pölten in Niederösterreich.

## Geografie
Nußdorf ob der Traisen liegt im Mostviertel zwischen St. Pölten und Krems, westlich der Traisen. Vom Tal der Traisen in 200 Meter Seehöhe steigt das Land nach Westen zu bewaldeten Höhen an. Die höchsten Erhebungen sind der Forerberg (432 m) im Südwesten mit 432 Meter und der Hollenburger Wald im Norden (440 m).
Die Fläche der Marktgemeinde umfasst 15,49 Quadratkilometer. Davon sind 42 Prozent landwirtschaftliche Nutzfläche, 29 Prozent der Fläche sind bewaldet.

### Gemeindegliederung
Das Gemeindegebiet umfasst folgende sieben Ortschaften (in Klammern Einwohnerzahl Stand 1. Jänner 2025):
- Franzhausen (455)
- Fräuleinmühle (17)
- Neusiedl (46)
- Nußdorf ob der Traisen (547)
- Reichersdorf (710)
- Ried (58)
- Theyern (72)

Die Gemeinde besteht aus den Katastralgemeinden Franzhausen, Neusiedl, Nußdorf an der Traisen, Reichersdorf, Ried und Theyern.

### Nachbargemeinden
|              | Krems an der Donau (KS)                     |            |
| Paudorf (KR) | Kompassrose, die auf Nachbargemeinden zeigt | Traismauer |
| Statzendorf  | Inzersdorf-Getzersdorf                      |            |

## Geschichte
In Franzhausen befindet sich ein großes urnenfelderzeitliches Gräberfeld, das mit über 400 Gräbern zu den größten seiner Art zählt. Die Gräber reichen zeitlich von der älteren Urnenfelderzeit bis in die ältere Hallstattzeit. In der Mitte des Gräberfeldes befand sich ein zentraler Einäscherungsplatz. Da das Gräberfeld nicht beraubt worden war, ist der Bestand an geborgenen Fundstücken sehr reichhaltig. Es fanden sich u. a. eine reich verzierte Bronzetasse, eine Bronzeschale, zahlreiche Fleischmesser, in den Männergräbern meist ein Rasiermesser, Drahtfibeln, Anhänger und Ringe.
In der KG Reichersdorf wurden späthallstatt- und frühlatènezeitliche Gräber entdeckt, die eine kontinuierliche Benutzung nachweisen. Im Grab 20 war als Grabbeigabe eine Ton-Urne mit figuraler Verzierung gefunden worden – drei große Vögel, eine Jagdszene sowie ein Musiker mit Lyra (?) und vier Tänzerinnen. Die Urne befindet sich in Verwahrung des Bundesdenkmalamtes in Wien.
Im Altertum war das Gebiet Teil der Provinz Noricum. 1083 wird der Ort erstmals mit dem Namen „Nuzdorf“ in einer Urkunde des Stiftes Göttweig erwähnt. Im Mittelalter war Nußdorf Sitz einer Herrschaft, die 1848 aufgelöst wurde. 1850 entstanden die drei Gemeinden Franzhausen, Nußdorf und Reichersdorf. 1866 vereinigten sich die Gemeinden Franzhausen und Reichersdorf aus freiwillig mit Nußdorf. St. Georgen kam 1895 von Nußdorf zur Gemeinde Traismauer. Theyern wurde 1955 auf Ansuchen der Bevölkerung von Inzersdorf nach Nußdorf umgemeindet. 1977 wurde die Gemeinde zum Markt erhoben.

### Einwohnerentwicklung
Seit 1981 sind sowohl die Geburtenbilanz als auch die Wanderungsbilanz positiv, wobei die Zuwanderung überwiegt.
| Nußdorf ob der Traisen: Einwohnerzahlen von 1869 bis 2025 | Nußdorf ob der Traisen: Einwohnerzahlen von 1869 bis 2025 | Nußdorf ob der Traisen: Einwohnerzahlen von 1869 bis 2025 | Nußdorf ob der Traisen: Einwohnerzahlen von 1869 bis 2025 | Nußdorf ob der Traisen: Einwohnerzahlen von 1869 bis 2025 |
| --------------------------------------------------------- | --------------------------------------------------------- | --------------------------------------------------------- | --------------------------------------------------------- | --------------------------------------------------------- |
| Jahr                                                      |                                                           |                                                           |                                                           | Einwohner                                                 |
| 1869                                                      | 1869                                                      |                                                           | 1.338                                                     | 1.338                                                     |
| 1880                                                      | 1880                                                      |                                                           | 1.269                                                     | 1.269                                                     |
| 1890                                                      | 1890                                                      |                                                           | 1.312                                                     | 1.312                                                     |
| 1900                                                      | 1900                                                      |                                                           | 1.349                                                     | 1.349                                                     |
| 1910                                                      | 1910                                                      |                                                           | 1.376                                                     | 1.376                                                     |
| 1923                                                      | 1923                                                      |                                                           | 1.306                                                     | 1.306                                                     |
| 1934                                                      | 1934                                                      |                                                           | 1.234                                                     | 1.234                                                     |
| 1939                                                      | 1939                                                      |                                                           | 1.212                                                     | 1.212                                                     |
| 1951                                                      | 1951                                                      |                                                           | 1.186                                                     | 1.186                                                     |
| 1961                                                      | 1961                                                      |                                                           | 1.203                                                     | 1.203                                                     |
| 1971                                                      | 1971                                                      |                                                           | 1.294                                                     | 1.294                                                     |
| 1981                                                      | 1981                                                      |                                                           | 1.301                                                     | 1.301                                                     |
| 1991                                                      | 1991                                                      |                                                           | 1.446                                                     | 1.446                                                     |
| 2001                                                      | 2001                                                      |                                                           | 1.563                                                     | 1.563                                                     |
| 2011                                                      | 2011                                                      |                                                           | 1.678                                                     | 1.678                                                     |
| 2021                                                      | 2021                                                      |                                                           | 1.847                                                     | 1.847                                                     |
| 2025                                                      | 2025                                                      |                                                           | 1.905                                                     | 1.905                                                     |
| Quelle(n): Statistik Austria, Gebietsstand 1.1.2021       |                                                           |                                                           |                                                           |                                                           |

## Kultur und Sehenswürdigkeiten

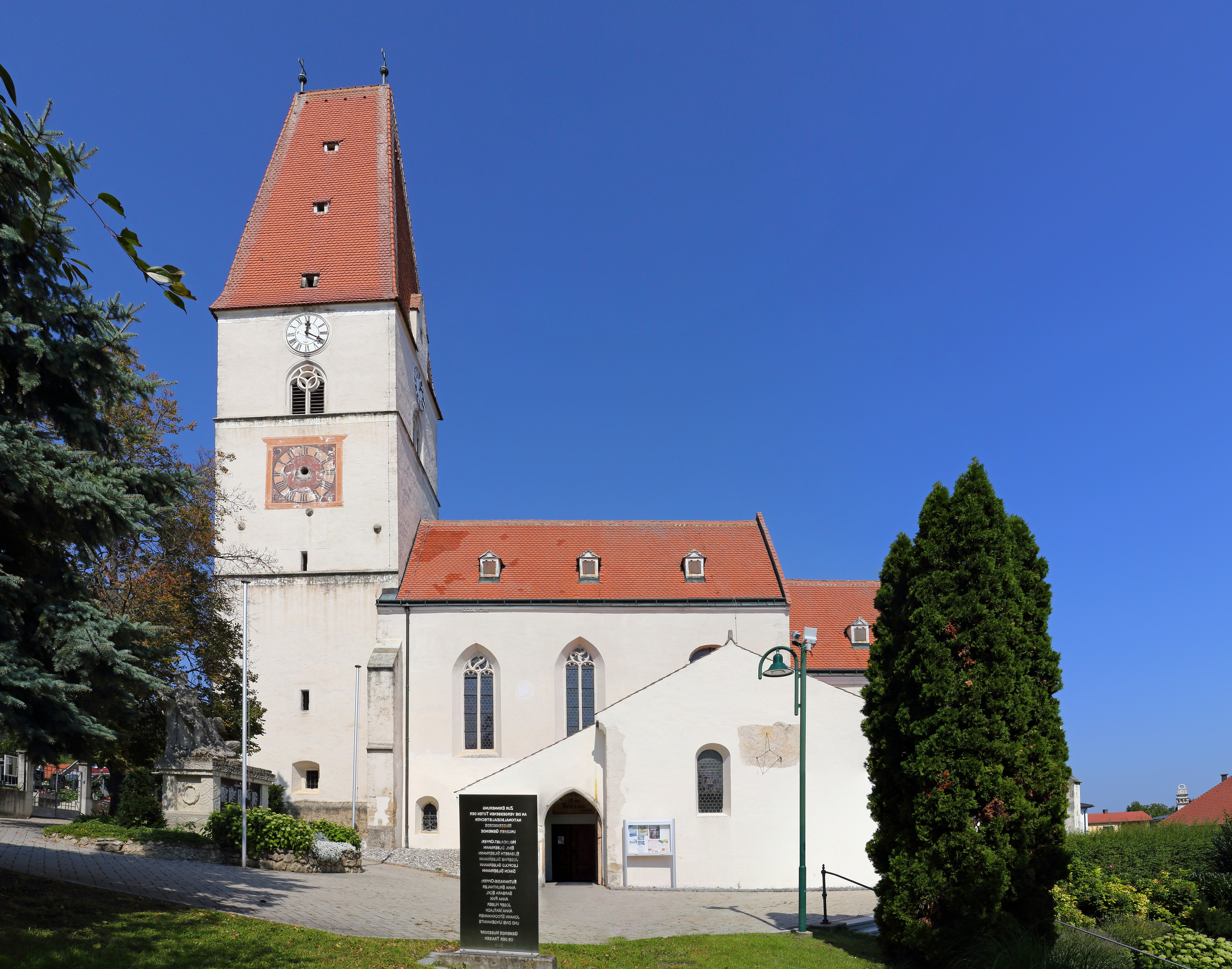
Pfarrkirche Nußdorf ob der Traisen

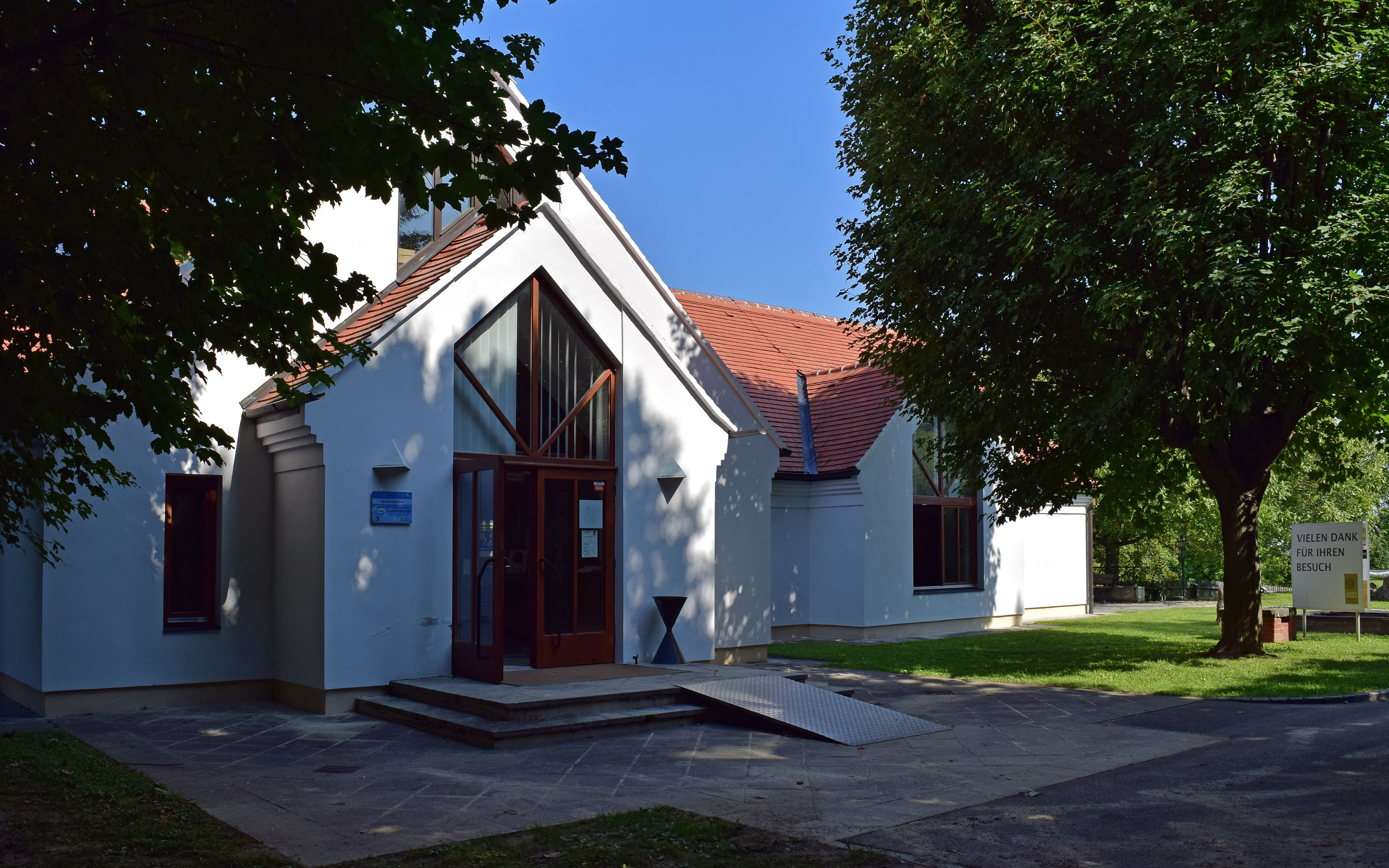
Urzeitmuseum Nußdorf ob der Traisen

- Katholische Pfarrkirche Nußdorf ob der Traisen hl. Johannes der Täufer
- Urzeitmuseum Nußdorf ob der Traisen: Im Museum werden u. a. Funde aus der Bronzezeit ausgestellt. Das Museum beschäftigt sich mit den verschiedenen Epochen der Urzeit, von der Steinzeit bis zur Eisenzeit im Traisental.[7]

## Wirtschaft und Infrastruktur
Nußdorf ist ein traditioneller Weinbauort mit dem Fund des ältesten österreichischen Rebkerns (4000 Jahre). Nicht landwirtschaftliche Arbeitsstätten gab es im Jahr 2001 62, land- und forstwirtschaftliche Betriebe nach der Erhebung 1999 107. Die Zahl der Erwerbstätigen am Wohnort betrug nach der Volkszählung 2001 694. Die Erwerbsquote lag 2001 bei 46,44 Prozent.

### Öffentliche Einrichtungen
In Nußdorf befindet sich ein Kindergarten und eine Volksschule.

### Verkehr
- Eisenbahn: Durch den Südosten der Gemeinde verläuft die Tullnerfelder Bahn mit Schnellbahnverbindungen nach St. Pölten und Wien.[10]
- Straße: Die Anschlussstelle Traismauer Süd der Kremser Schnellstraße S33 befindet sich im Gemeindegebiet.

### Vereine
- Freiwillige Feuerwehr Nußdorf ob der Traisen
- Freiwillige Feuerwehr Reichersdorf
- Freiwillige Feuerwehr Theyern
- Freizeit-Sport-Verein Nußdorf
- Verein Kulturgenuss (Museumsverein)
- Kirchenchor Nussdorf
- Landjugend Reichersdorf-Nussdorf
- Verein Unser Dorfgschäft

## Politik

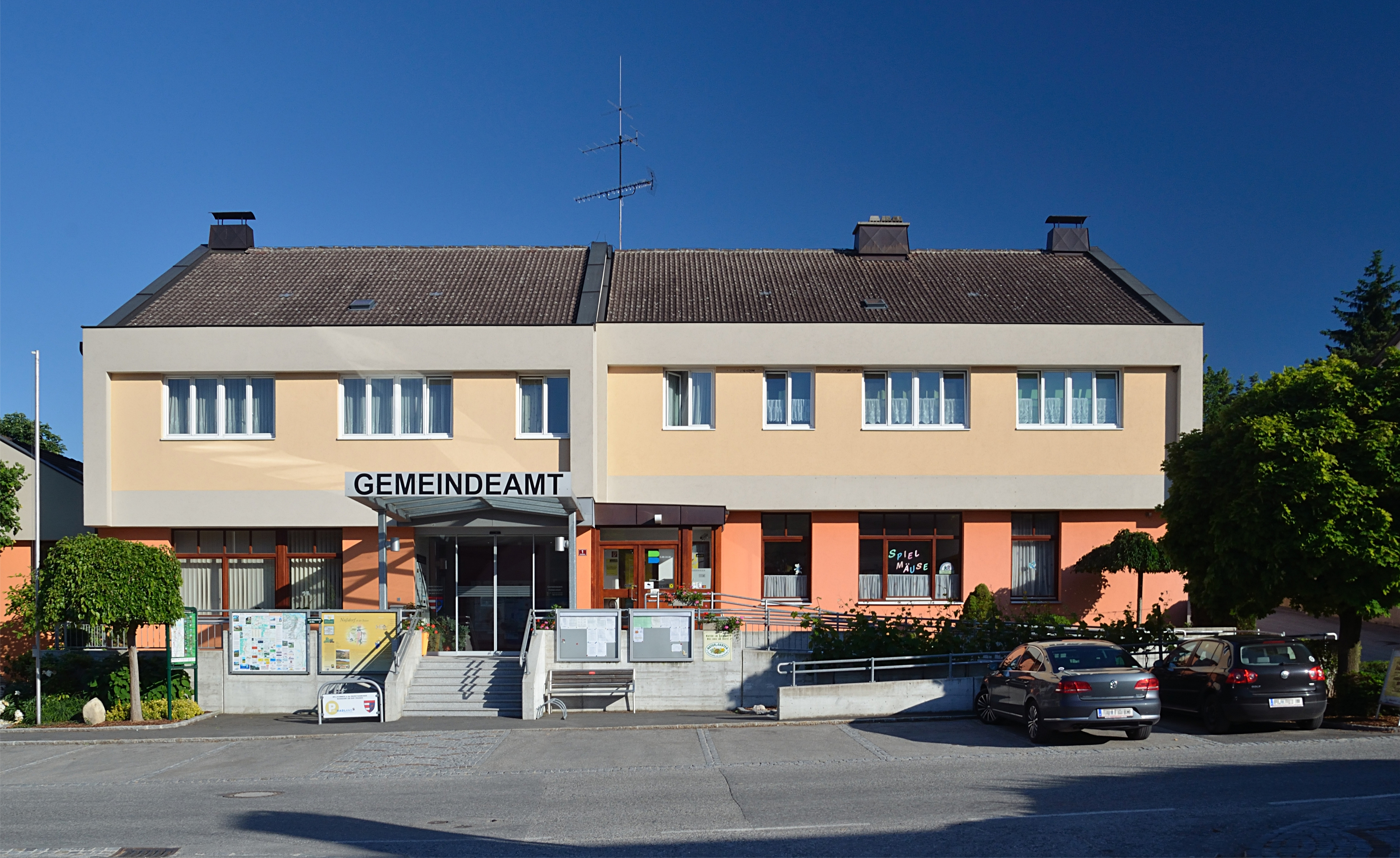
Gemeindeamt

### Gemeinderat
Im Marktgemeinderat gibt es nach der Gemeinderatswahl 2025 bei insgesamt 19 Sitzen folgende Mandatsverteilung: ÖVP 12, SPÖ 7.

### Bürgermeister
- 2005–2025 Heinz Konrath (SPÖ)[12]
- seit 2025 Patric Pipp (ÖVP)[13]

### Wappen
Der Gemeinde wurde 1975 folgendes Wappen verliehen: In einem gespaltenen Schild unter einem roten Schildeshaupt, vorne in Rot zwei silberne Balken, hinten in Blau über zwei goldenen Wellenbalken eine goldene Nuß.

### Gemeindepartnerschaften
- seit 1993 Sármellék (Ungarn)[15]
- seit 1975 Matrei in Osttirol[15]

## Persönlichkeiten
- Emmerich Zederbauer (1877–1950), Botaniker